# Vates peruviana
Vates peruviana es una especie de mantis de la familia Mantidae.

## Distribución geográfica
Se encuentra en Perú.